# رود کووژا
رود کووژا (Ковжа) یک رودخانه در استان ولوگدای کشور روسیه است.